# Anguilla malgumora
Anguilla malgumora és una espècie de peix pertanyent a la família dels anguíl·lids.

## Descripció
- Pot arribar a fer 80 cm de llargària màxima.
- Nombre de vèrtebres: 104-106.[3][4]

## Hàbitat
És un peix d'aigua dolça, salabrosa i marina; demersal; catàdrom i de clima tropical (2°N-2°S).

## Distribució geogràfica
Es troba a Àsia: Indonèsia (Borneo i Sulawesi) i les illes Filipines.

## Observacions
És inofensiu per als humans.